# Рапа-Нуї (фільм)
«Рапа-Нуї» (англ. Rapa-Nui) — американський історичний пригодницький фільм 1994 року, знятий режисером Кевіном Рейнольдсом і спродюсований Рейнольдсом разом з Кевіном Костнером.

## Синопсис
Сюжет заснований на легендах Рапа-Нуї про острів Пасхи. Кохання між представниками двох ворогуючих племен (довговухі та коротковухі) змінює баланс сил на всьому острові.

## Акторський склад
| Актор            | Роль         |
| ---------------- | ------------ |
| Джейсон Скотт Лі | Норо         |
| Есай Моралес     | Мейк         |
| Сандрін Холт     | Рамана       |
| Еру Потака-Дьюз  | Арікі-мау    |
| Анзак Воллес     | Хаоа         |
| Кліфф Кертіс     | коротковухий |

## Виробництво
Режисер Кевін Рейнольдс натрапив на сценарій «Рапа-Нуї» у 1985 році і наступне десятиліття намагався зняти фільм. Пізніше Рейнольдс назвав «Рапа-Нуї» своїм "найгіршим" фільмом: «У мене не вийшло, тому що я не наблизився до того, що хотів зробити спочатку. Я міг би звинуватити в цьому багато обставин, і, зрештою, я сам маю взяти на себе певну відповідальність за це, тому що я зробив багато рішень».

## Проблеми історичної точності
Фільм можна вважати стислою історією краху цивілізації острова Пасхи. Боротьба між Довговухими та Коротковухими походить від легенди про hanau epe (довговухі), яких, як припускають, вбили майже всіх hanau momoko (коротовухі), залишивши єдиного вцілілого, як зображено у фільмі.
Немає єдиного загальноприйнятого тлумачення, і багато вчених вважають цю історію або чистим міфом, або настільки спотвореною версією реальних подій, що її остаточно неможливо розшифрувати. Було твердження що ці назви означають «кремезних» і «струнких» людей, а не довговухих і коротковухих.
Вирубка лісів є фактом історії острова, який, можливо, спричинив масовий голод через екологічний колапс і катастрофічне падіння чисельності населення, що супроводжувалося війнами між кланами за контроль над обмеженими ресурсами. Однак також було припущено, що вирубка лісів була насамперед пов’язана з полінезійськими щурами (Rattus exulans) і що жителі острова адаптувалися до цієї зміни поступово.
Сюжет змішує елементи двох періодів: ери моаї та пізнішого культу Людини-Птахи.
Назва Рапа-Нуї, яка широко використовується, можливо, не є оригінальною місцевою назвою; це може бути Te Pito te Henua ("Пуп світу"), фраза, яка також використана у фільмі.

## Дивись також
- Колапс Джареда Даймонда, яка детально описує вирубку лісів на острові Пасхи, а також інші історії про те, як суспільства колапсують або процвітають.Collapse. Penguin UK. 21 березня 2013. ISBN 978-0-1419-7696-9.